# فرودگاه کاناپالی
فرودگاه کاناپالی (به انگلیسی: Kaanapali Airport) یک فرودگاه خصوصی است . این فرودگاه در کشور ایالات متحده آمریکا قرار دارد و در ارتفاع ۷۸ متری از سطح دریا واقع شده است.